# Herálec (nádraží)
Herálec je železniční stanice (do roku 2021 dopravna D3) v jihozápadní části obce Herálec v okrese Havlíčkův Brod v Kraji Vysočina nedaleko Nohavického potoka. Leží na neelektrizované jednokolejné trati Havlíčkův Brod – Humpolec. Stanice slouží také k obsluze nedalekého městyse Úsobí.

## Historie
1. září 1894 otevřela společnost Místní dráha Německý Brod-Humpolec trať z Havlíčkova Brodu, kudy od roku 1870 procházela trať společnosti Rakouská severozápadní dráha (ÖNWB) spojující primárně Vídeň a Berlín, do Humpolce. Nově postavené nádraží zde vzniklo jako koncová stanice, dle typizovaného stavebního vzoru.
Provoz na trati zajišťovala od zahájení ÖNWB, po jejím zestátnění v roce 1908 Císařsko-královské státní dráhy (kkStB), po roce 1918 Československé státní dráhy (ČSD), místní dráha byla zestátněny roku 1925.

## Popis
Stanice je vybavena elektronickým stavědlem K-2002, které je dálkově ovládáno z Havlíčkova Brodu. Ve stanici jsou dvě dopravní koleje (od staniční budovy s čísly 1 a 3). Jednostranná vnitřní nástupiště jsou vybudována u obou dopravních kolejí, přístup na nástupiště je po přechodech přes koleje.